# 300 a.C.

## Eventos
- 120a olimpíada:[1]
  - Pitágoras de Magnésia do Meandro, vencedor do estádio;
  - Ceras de Argos, vencedor do pále. Ele arrancou os cascos de uma vaca.